# Otto Rudolf Schatz
Otto Rudolf Schatz, né le 18 janvier 1900 à Vienne et mort le 26 avril 1961 dans la même ville, est un peintre et un illustrateur autrichien.

## Biographie
Issu d'une famille de fonctionnaire, il entre à l'École des arts appliqués de Vienne et côtoie Oskar Strnad et Anton Kenner. Âgé de 22 ans, le jeune artiste s'engage résolument à gauche, illustrant de nombreux ouvrages de la littérature de l'entre-deux guerre (Stefan Zweig, Jack London, Upton Sinclair, Peter Rosegger, etc.). En 1925, son travail est couronné par un prix national.
De 1928 à 1938, il est membre du Hagenbund. Son travail est visiblement influencé par la Nouvelle Objectivité. 
Au cours de la Seconde Guerre mondiale, il vit à Brno puis Prague. Son épouse étant juive, il est interné au camp de Gross-Rosen. 
Peu après sa libération, il est promu chargé des affaires culturelles de la ville de Vienne, Viktor Matejka. Il décroche le premier prix pour la conception de la Westbahnhof mais son projet ne fut jamais exploité.
Concepteur de fresques, Shatz a surtout exercé comme graveur sur bois : plus de 1500 images nous sont parvenues, dont certaines érotiques. Il est également l'auteur de peintures à l'huile jugées quelque peu commerciales.